# Такидзава
Такидзава (яп. 滝沢市 Такидзава-си) — город в Японии, находящийся в префектуре Иватэ. Площадь города составляет 182,32 км², население — 55 201 человек (1 августа 2014), плотность населения — 302,77 чел./км².

## Географическое положение
Город расположен на острове Хонсю в префектуре Иватэ региона Тохоку. С ним граничат города Мориока, Хатимантай и посёлок Сидзукуиси.

## Население
Население города составляет 55 201 человек (1 августа 2014), а плотность — 302,77 чел./км². Изменение численности населения с 1980 по 2005 годы:
| 1980 | 25 686 чел. |  |
| 1985 | 31 733 чел. |  |
| 1990 | 38 108 чел. |  |
| 1995 | 44 189 чел. |  |
| 2000 | 51 241 чел. |  |
| 2005 | 53 560 чел. |  |

## Символика
Деревом города считается сакура, цветком — Lilium auratum, птицей — обыкновенная кукушка.